# Lipská univerzita
Lipská univerzita (německy Universität Leipzig, latinsky Alma mater Lipsiensis; zkráceně AML) byla založena v roce 1409, a je proto po Univerzitě v Heidelbergu (1386) druhým nejstarším bez přerušení provozovaným vysokým učením na dnešním území Spolkové republiky Německo. Tato vysoká škola, jež byla v období NDR přejmenována na Univerzitu Karla Marxe v Lipsku, je jednou z předních výzkumných univerzit v Německu a zájemcům na svých 14 fakultách a více než 130 ústavech nabízí širokou škálu 150 studijních programů z oblasti humanitních a společenských věd, přírodních věd a věd o živé přírodě. Lipská univerzita, která roku 2009 oslavila 600 let svého trvání, se zaměřuje na mezinárodní spolupráci ve výuce i výzkumu. Na této druhé největší, avšak nejstarší univerzitě Svobodného státu Sasko bylo v roce 2020 zapsáno 31 088 studentů.

## Historie

### Založení univerzity

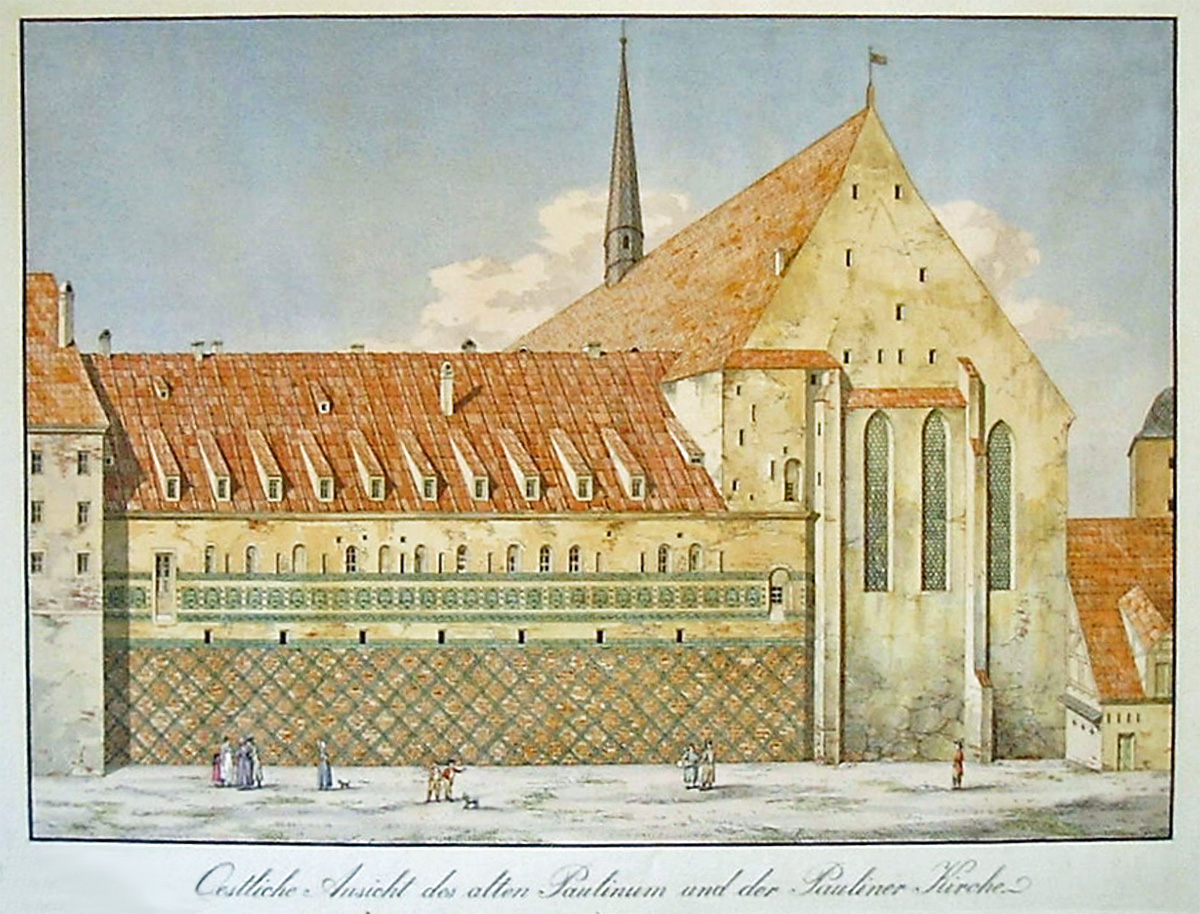
Kostel sv. Pavla před rokem 1830

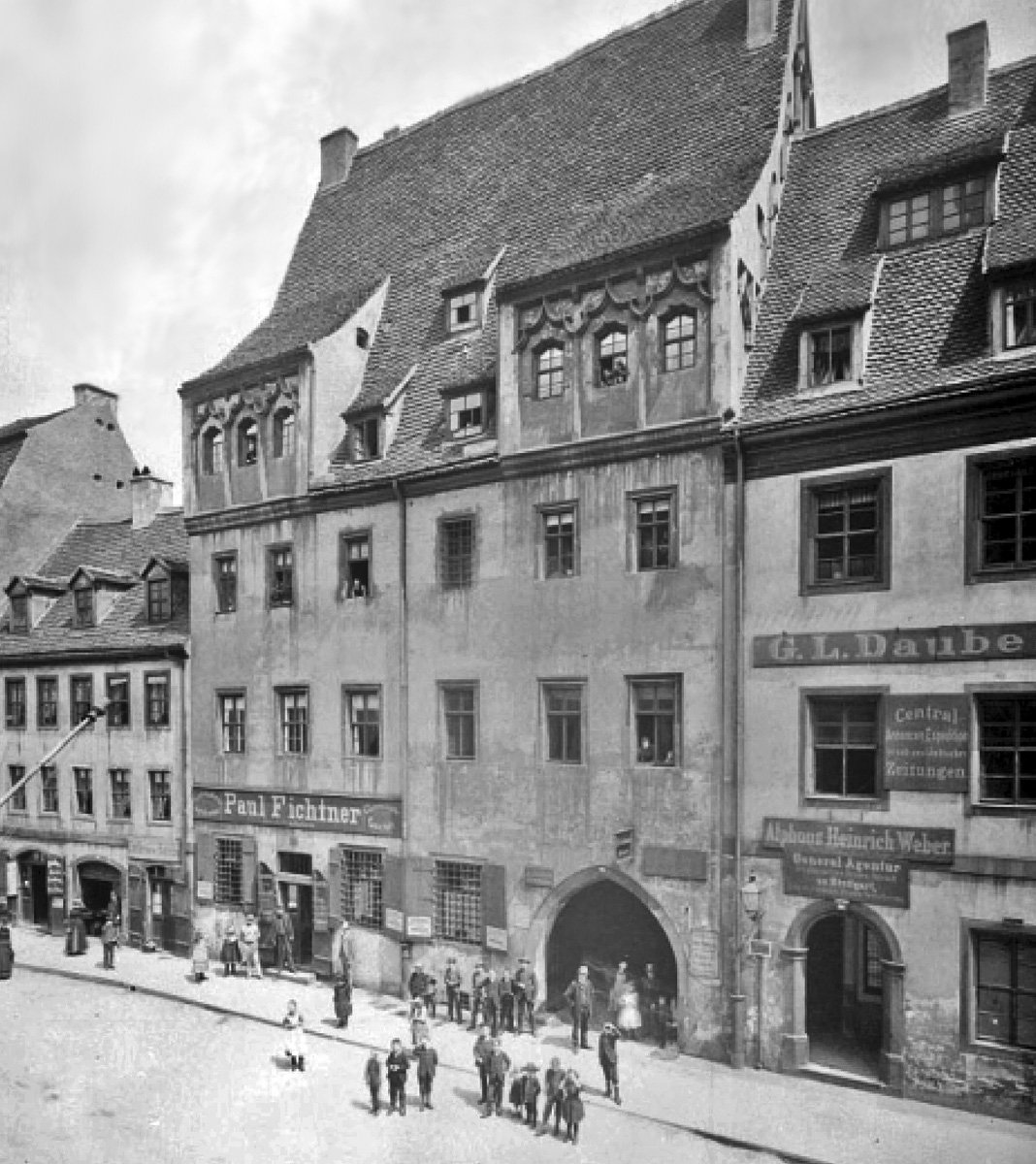
Červená kolej kolem roku 1880

Po sporech na Karlově univerzitě v Praze, kde v souvislosti s husitským hnutím král Václav IV. Kutnohorským dekretem upřednostnil český národ před ostatními univerzitními národy, odešlo v roce 1409 přibližně 1000 německojazyčných učitelů a studentů do obchodního centra Lipska v tehdejším Míšeňském markrabství, kde založili artistickou fakultu nové studijní instituce. Město jí okamžitě přidělilo budovu v Petersstraße. Ještě v roce 1409 toto „studium generale“ potvrdil papež Alexandr V. Dne 2. prosince 1409 byl za rektora zvolen Johannes Otto von Münsterberg a byly přečteny stanovy nové univerzity. Podle svého původu patřili členové univerzity ke čtyřem národům: k míšeňskému (doména Wettinů), saskému (sever/severozápad Německa, Skandinávie, Anglie), bavorskému (jih/východ Německa, jih a západ Evropy) a polskému národu (Slezsko, východ Německa, východní Evropa). Zeměpáni, Fridrich I. Saský a Vilém II. Míšeňský, poskytli univerzitě roční příjem 500 guldenů. Z toho bylo pro každý univerzitní národ zaplaceno pět mistrů. Ostatní se museli živit školným, poplatky za zkoušky a dalšími příjmy.
Konkrétní záznamy o Studia humanitatis v Lipsku jsou k dispozici od roku 1462 a pojí se se jmény Petera Ludera a Hartmana Schedela. Dochovalo se Luderovo lipské pozvání na zahajovací přednášku. Luder byl svým způsobem ústředním bodem zdejšího humanistického hnutí. Po jeho předčasném odchodu ho jeho studenti následovali do Itálie a lipská humanistická studia byla rozpuštěna. V roce 1479 se na univerzitu zapsal Konrad Wimpina, jenž univerzitě a městu věnoval latinské veršované vylíčení let 1485–1490. Roku 1415 byla založena lékařská fakulta a jejím prvním děkanem se stal Gerhard Hohenkirche, který se podílel na založení univerzity v říjnu 1409. V roce 1446 vznikla fakulta právnická. Zřízení fakulty zjevně zahrnovalo právo používat vlastní pečeť. Roku 1543 byla univerzita značně rozšířena převzetím budov zrušeného dominikánského kláštera s kostelem sv. Pavla. Ten o dva roky později vysvětil Martin Luther jako univerzitní kostel. Příkladem úzkého spojení mezi humanismem a reformací jsou zástupci univerzity Caspar Borner a Joachim Cameralius. Toto prolínání však bylo narušeno Šmalkaldskou válkou a smrtí Caspara Bornera. Až do doby reformace vykonával jako zástupce papeže funkci univerzitního kancléře biskup z Merseburgu. Pro období následující konstatoval historik Jens Blecher, že: „Zejména zeměpán získal po roce 1542 podstatně větší vliv jako patron univerzity, zpočátku prostřednictvím práva jmenovat profesory a poté skrze Merseburskou diecézi a s tím spojeným kancléřstvím. Neboť od smrti posledního katolického biskupa provázeli Wettinové jako administrátoři osud biskupství.“
Univerzita byla až do 19. století pronajímatelem několika tzv. univerzitních vesnic. Poté její jurisdikce přešla na Lipský krajský úřad. Svou ekonomickou a akademickou autonomii vůči panovníkovi univerzita postupně ztrácela. Nadřazenost vůle panovníka je patrná ještě v 18. století, kdy se projevovala při jmenování profesorů, a dokonce i mistrů tím, že měl poslední slovo. Totéž lze říci i o promocích.

#### Kolegia
V domech, tzv. kolegiích, které patřili univerzitě nebo nadacím, probíhaly hodiny, disputace a jiné akademické události a mistři v nich měli rovněž své byty. Tyto domy byly osvobozeny od poplatků a daní, jakož i od jurisdikce městské rady. Již v roce 1409 věnovala zemská knížata univerzitě dva domy, které se proto nazývaly Knížecí koleje: Velká knížecí kolej v komplexu mezi Ritterstraße a městskou hradbou (dnešní Goethestraße) a Malá knížecí kolej ve Schloßgasse, která se však již roku 1441 přestěhovala do Ritterstraße. Protože kolegia nedostačovala požadavkům výuky, kupovali mistři vlastní domy, v nichž pořádali přednášky a zřizovali burzy pro studenty. V roce 1416 přibyla tzv. Ženská kolej (Freuenkolleg), kterou zřídila soukromá nadace. V ní však nestudovaly ženy, své jméno zdědila po nedaleké kapli Panny Marie (Unserer Lieben Frau) a její přesný název zněl v latině „Collegium Beatae Mariae Virginis“. Nacházela se na jižní straně východního konce ulice Brühl a byla zbořena až v roce 1850 před stavbou Georgenhalle. Další kolejí v ulici Brühl byla Kolej bernhardinů, která vznikla jako nadace cisterciáckého řádu, a byla proto vyhrazena pro řádové studenty. Po reformaci zanikla. V letech 1543/44 získala univerzita budovy sekularizovaného dominikánského kláštera sv. Pavla, které byly nazývány Paulínská kolej. Na pozemku mezi Ritterstraße a hradbou byla rozšiřováním, rekonstrukcí a novou výstavbou vytvořena další univerzitní zařízení, např. roku 1513 Nová kolej pro filosofickou fakultu, která se po svém rozšíření v roce 1646, patrně podle nátěru fasády, začala nazývat Červená kolej. Název zůstal zachován, i když byla budova v letech 1881/92 od základu přestavěna podle návrhu Arweda Roßbacha. Při tom byl zbořen univerzitní karcer s typickými malbami uvězněných. Stavba na Goethestraße byla v roce 1905 obnovena, ale za druhé světové války byla zničena.

### Vývoj univerzity od raného novověku do konce 19. století

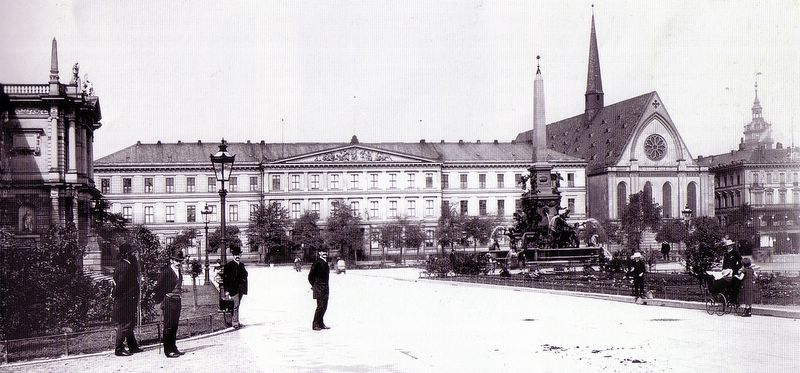
Augusteum a kostel sv. Pavla kolem roku 1890

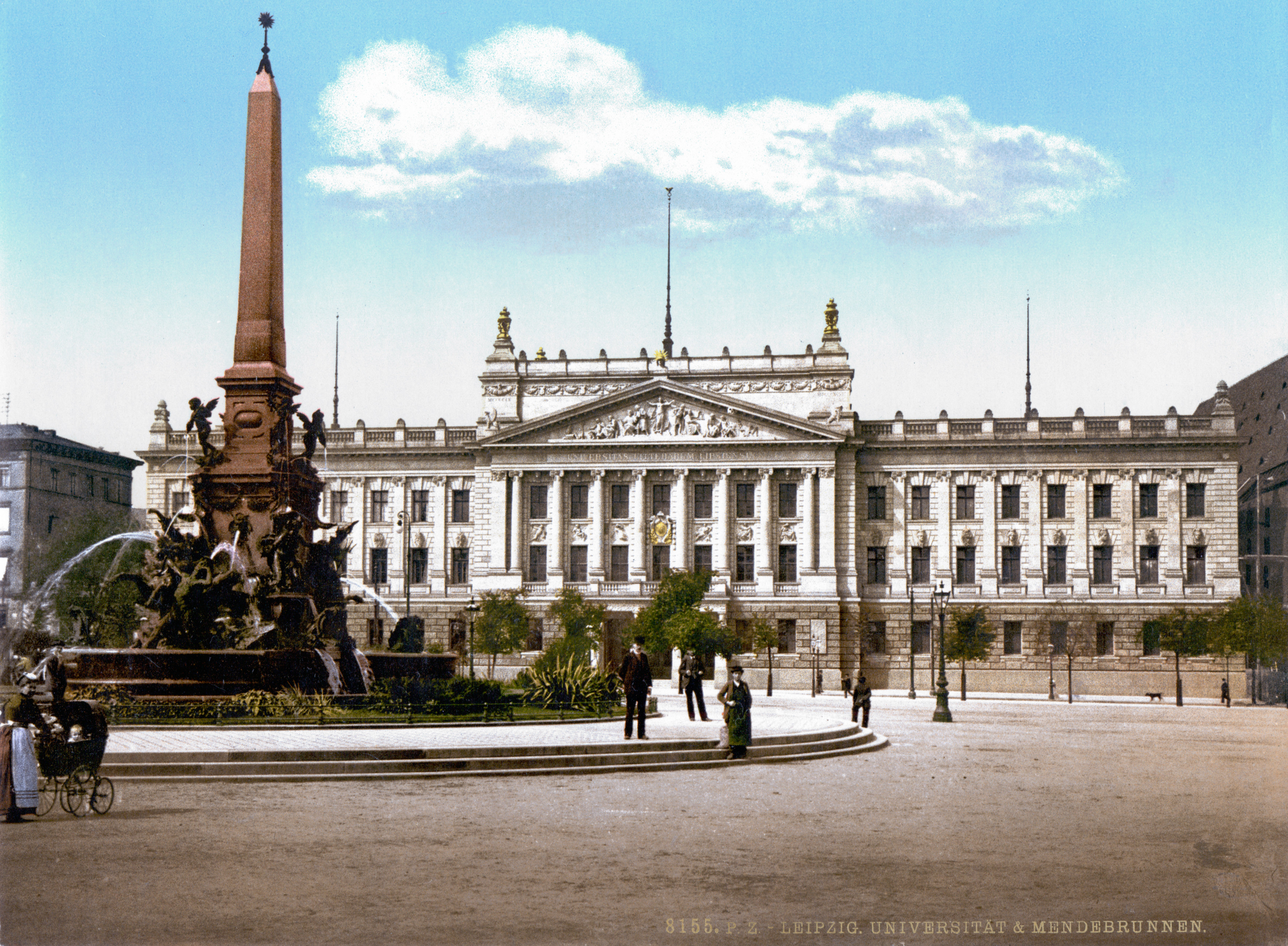
Lipská univerzita kolem roku 1900

Barokní či rokokové období nebylo pro univerzitu ani pro Lipsko časem bezstarostným. Třicetiletá válka a švédská okupace v letech 1642–1650 způsobily univerzitě škody, které bylo obtížné napravit, neboť na jejich opravu chyběly prostředky. Také sedmiletá válka byla pro město a univerzitu velkým utrpením. Např. spisovatel a básník Johann Gottfried Seume byl v 80. letech 18. století rekrutován hesenskými a později pruskými vojáky. Bratr básníka a filosofa Christiana Fürchtegotta Gellerta Friedrich Leberecht Gellert se na rozdíl od většiny studentů profesionálně přeorientoval a za sedmileté války se stal šermířským mistrem. V roce 1725 ovšem zahájil v Lipsku svou dráhu soukromého docenta spisovatel a literární vědec Johann Christoph Gottsched, budoucí rektor a profesor literatury. Tehdy do Lipska směřovali básníci jako Lessing, Klopstock a Goethe. To, že zde duch osvícenství padl na úrodnou půdu, se ukázalo v neposlední řadě při zakládání učených společností, jako byla Societas Jablonoviana. Vedle studia se urození studenti věnovali pěstování stavovských exercicií, jako byl šerm, jízda na koni a tanec. V těchto oblastech vynikli např. mistři šermu Johann Adolf Ludwig Werner a Gustav Berndt, mistr jezdectví Johann Friedrich Rosenzweig a mistr tance Gottfried Taubert. Uvedeným disciplínám se tehdy věnovali rovněž jazykovědci a znalci starých a nových jazyků. Univerzitní mistři v kreslení, Johann Stephan Capieux a Johann Friedrich Schröter se zabývali kreslením „Anatomického divadla“ a působili také jako ilustrátoři knih, které napsali zejména přírodovědci. V 19. století byli na univerzitě často zapsáni studenti, u nichž se většina aktivit odehrávala mimo školu. Patřili k nim skladatelé Robert Schumann a Richard Wagner. Oba však navštěvovali přednášky Wilhelma Traugotta Kruga. Wagner tu zažil události roku 1830, kdy bylo za rektorátu Kruga zrušeno tradiční rozdělení univerzity na národy a její ústava byla přizpůsobena nové ústavě Saského království. V Lipsku rovněž zanikla akademická jurisdikce. 19. století bylo spojeno se zakládáním četných studentských sdružení a korporací. Např. Spolek pro klasickou filologii, mezi jehož spoluzakladatele patřil Friedrich Nietzsche. Hudba Richarda Wagnera inspirovala k zakládání akademických spolků na vysokých školách, např. Akademického spolku Richarda Wagnera. Prvním studentským spolkem v Lipsku ovšem bylo Kolegium wendských kazatelů (Wendische Prediger-Collegium), které vzniklo již v roce 1716.
Pod dojmem událostí, které vyvrcholily bitvou národů poblíž Lipska, se formovala novověká měšťanská společnost. Role tradičních akademických korporací byla stále více zpochybňována. Karlovarská usnesení a revoluce v Sasku v roce 1830, avšak také Frankfurtský pokus o převrat spojený s přepadením policejních strážnic roku 1833 přinesly represe a nové zákazy. Dobovým představám reprezentace odpovídala nová hlavní budova univerzity, Augusteum, na náměstí Augustusplatz postavená podle návrhu Alberta Geutebrücka s fasádou podle návrhu Karla Friedricha Schninkela, která byla slavnostně otevřena v roce 1836. Skupina vědců pod vedením Moritze Wilhelma Drobische založila na půdě univerzity a na počest 200. výročí od narození lipského rodáka Gottfrieda Wilhelma Leibnize Saskou akademii věd. V roce 1848, během březnové revoluce, se jak studenti, tak profesoři zúčastnili demonstrací a stavěli barikády. V důsledku toho museli někteří vyučující univerzitu opustit. Byli to např. germanista Moriz Haupt, historik a právník Theodor Mommsen a klasický archeolog Otto Jahn. Roku 1891 byla otevřena nová univerzitní knihovna Bibliotheca Albertina od architekta Arweda Roßbacha. O několik let později byl pod jeho vedením přestavěn univerzitní komplex včetně fasády kostela sv. Pavla na náměstí Augustusplatz. Na návrzích fasád a interiérů se podíleli známí umělci jako Max Klinger, Josef Mágr a Johannes Hartmann. Ve druhé polovině 19. století se akademické vyučování stále více specializovalo, a obzvláště na filosofické fakultě tak vznikaly nové institucionalizované obory. Takto byla např. v Lipsku Richardem Lepsiem založena německá egyptologie. V roce 1877 byla pod vedením Carla von Noordena založena katedra středověkých a moderních dějin a historický seminář. Johannes Overbeck se stal prvním profesorem roku 1874 založeného semináře klasické archeologie a položil také základy sbírky odlitků. V tomto procesu se zásluhou Heinricha Wuttkeho v Lipsku utvořil i obor pomocné vědy historické. Vyučovat se začala rovněž geografie, jejímž lipským zakladatelem byl Oscar Ferdinand Peschel. Dalším významným představitelem lipské geografie byl Friedrich Ratzel. Wilhelm Wundt v Lipsku v roce 1879 založil Institut experimentální psychologie. Roku 1873 převzal nově zřízenou katedru dějin umění Anton Springer. Za prusko-francouzské války narukovalo asi 400 lipských studentů, z nichž 55 padlo.

### Univerzita od počátku 20. století do konce druhé světové války

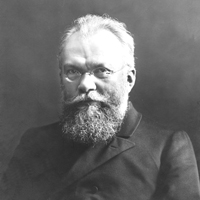
Karl Lamprecht

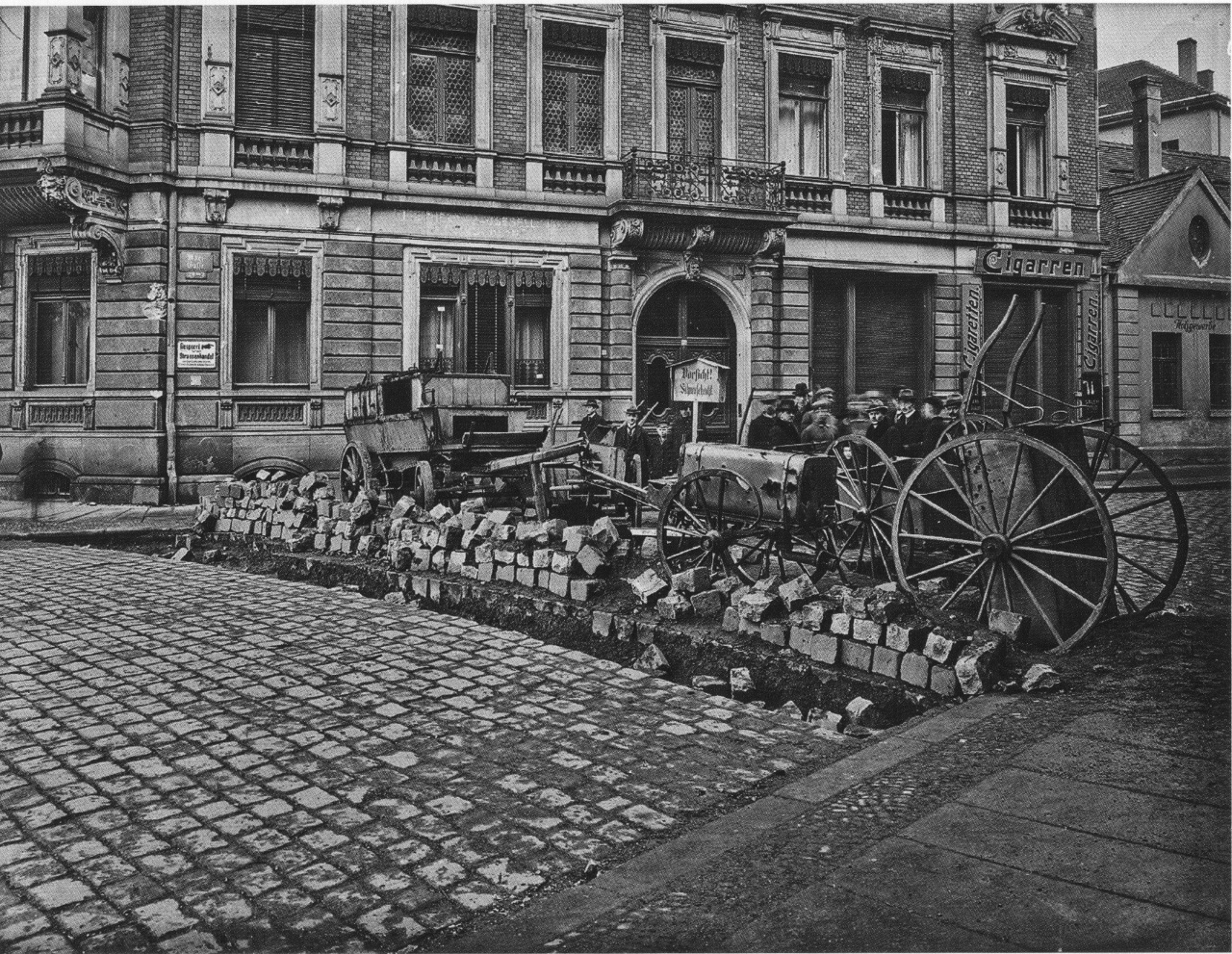
Kappův puč v Lipsku, opuštěné barikády před domem v Münzgasse 28

Jedním z nejinovativnějších a zároveň nejkontroverznějších lipských profesorů této doby byl bezesporu historik Karl Lamprecht, s nímž souvisí mimo jiné spor o metodologii historických věd. Proslavil se také jako organizátor vědy, i když nebyl vždy schopen mnohé své myšlenky realizovat. Z jeho iniciativy bylo v Lipsku založeno Akademické informační centrum a především roku 1909 Ústav pro kulturu a univerzální dějiny. Je třeba také zmínit představitele fyzikální chemie Wilhelma Ostwalda a fyzika Wernera Heisenberga a jeho kvantovou mechaniku, kteří za své úspěchy obdrželi Nobelovu cenu. Se jmény Hermanna Kuhra a Hermanna Altrocka potom souvisí institucionalizace sportovní vědy a založení Ústavu tělesné výchovy. V tomto ústavu měla své kořeny pozdější Německá univerzita tělesné kultury.
V důsledku reformy učitelského vzdělávání ve Svobodném státě Sasko v letech 1923/1925 bylo toto vzdělávání a jeho praktické součásti přidruženo k univerzitě prostřednictvím Pedagogického institutu a Institutu praktické pedagogiky. Poté, co se již roku 1923 do Lipska z Drážďan přesunula (dříve Královská saská) Veterinární vysoká škola a následně byla do univerzity začleněna jako Fakulta veterinárního lékařství, byl v areálu této fakulty založen Říšský ústav pro testování a výzkum vitamínů. V první polovině 20. století se ukázalo, že postoje mnoha studentů a profesorů jsou pravicové a konzervativní. To bylo v neposlední řadě způsobeno tím, že řada, ne-li většina studentů, kteří šli dobrovolně do světové války, byla organizována ve studentských korporacích tohoto zaměření. Nejstarším z absolventů-veteránů byl Američan německého původu Caspar René Gregory, jenž byl v 68 letech nejstarším dobrovolníkem v německé armádě. Před vyhlášením Saské republiky rad, jež proběhlo po listopadovém převratu dělnicko-vojenských rad, odstranili studenti na příkaz rektora z hlavní budovy univerzity rudé vlajky a vztyčili vlajku wettinského panovnického domu. Během Kappova puče obsadil Lipský dobrovolnický pluk, z nějž asi třetinu tvořili studenti organizovaní ve svých korporacích, centrum města a střílel na odpůrce puče. V bojích v roce 1920 zahynuli dva studenti z tohoto dobrovolnického pluku. Jednalo se o Karla Ernsta Sieberse ze spolku Grimensia a Karla Köhlera z turnerského spolku Variscia. Celkem 1396 studentů a profesorů, kteří padli v první světové válce, bylo připomínáno u válečného památníků s plastikou lva, jenž byl slavnostně odhalen v Novém Augusteu roku 1924. Pamětní projevy tehdy pronesli egyptolog Georg Steindorff a klasický archeolog Franz Studniczka. Podle germanisty Waltera Müllera-Seidela byla „Lipská univerzita v meziválečném období jednou z předních univerzit v Německu“.
Již v roce 1931 zvítězil „Nacionálně socialistický svaz studentů“ (NSDStB) ve volbách do generálního studentského výboru. Po tomto „převratu“ bylo z rasistických nebo politických důvodů vyloučeno 47 členů pedagogického sboru (11,8 %). Pět z nich padlo za oběť holocaustu a jeden spáchal sebevraždu. V listopadu 1933 podepsalo více než 100 profesorů výzvu k volbě Adolfa Hitlera. Shromáždění se zúčastnil rektor Arthur Golf. Naopak historik Walter Goetz a pedagog Theodor Litt patřili k těm, již byli nacionálnímu socialismu vzdáleni. V průběhu těchto událostí ukončili Goetz a Alfred Doren svůj výzkum humanismu zahájený Georgem Voigtem pod vlivem kulturních dějin Karla Lamprechta. Převzetí moci nacionálními socialisty mělo vážné důsledky i pro studentské spolčování. Na univerzitě byl zaveden Úřad pro výchovu mládeže, v němž se rozplynuly všechny studentské korporace. Po vypuknutí druhé světové války byla Lipská univerzita jednou ze čtyř „velkoněmeckých“ univerzit, které směly pokračovat ve výuce. Mezi pronásledovanými profesory byli Margarete Bothe, Alfred Menzel nebo Georg Sacke. Menzl se před smrtí zachránil útěkem, Sacke byl zabit při pochodu smrti do Lübecku v roce 1945. V této souvislosti bylo také zrušeno mnoho doktorátů. Univerzitní klinika v Lipsku, zejména oddělení dětského lékařství, se podílely na nacistickém programu „eutanazie“. Konkrétně se jednalo o lékaře Wernera Catela a Ericha Häßlera, jakož i Zemský léčebný a ošetřovatelský ústav Lipsko-Dosen a Dětskou nemocnici v Lipsku. Tu v roce 1933 kvůli svému původu opustil Siegfried Rosenbaum, jenž následně emigroval do Palestiny. Z Univerzitní kliniky bylo během „protižidovského bojkotu“ vyštváno 36 židovských lékařů, kteří byli roku 2017 připomenuti 36 stolpersteiny. Je třeba poznamenat, že čestné doktoráty některých nacistických prominentů (např. Adolf Bartels) na saských vysokých školách, včetně Lipské univerzity, jsou stále v platnosti a nikdy jim nebyly odebrány.
Od října 1943 došlo k větším náletům na Lipsko. Při těžkém útoku dne 4. prosince 1943 byl 58 z 92 ústavů univerzity zcela nebo částečně zničeno. Zasažena byla rovněž observatoř z konce 18. století a Johanneum, kde byly ztraceny významné části archeologické sbírky. První univerzitní archivář Richard Walter Franke už roku 1937 zajistil přemístění většiny dokumentů. Jeho zásluhou se dochovaly cenné sbírky listin. Zničené dokumenty jsou uvedeny v rejstříku Georga Erlera z roku 1909, na nějž navazují rejstříky Geralda Wiemerse a Jense Blechera.

### Univerzita Karla Marxe

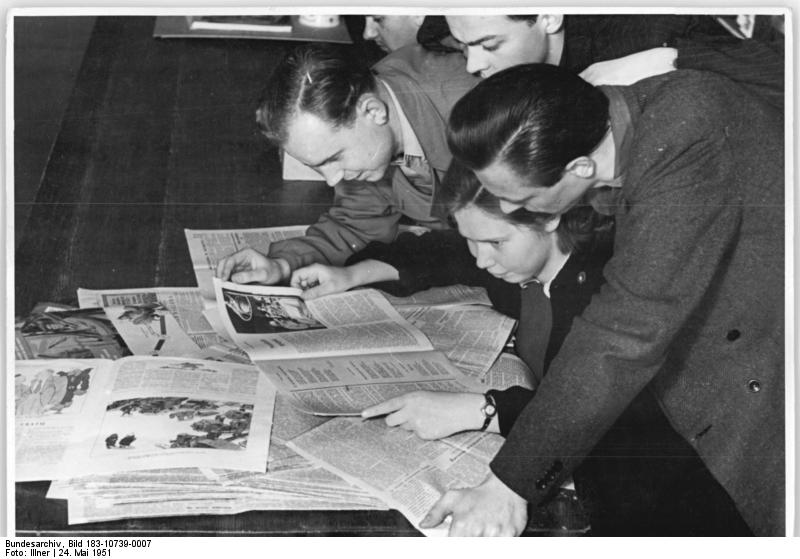
Studenti Sekce žurnalistiky si prohlížejí denní tisk (1951)

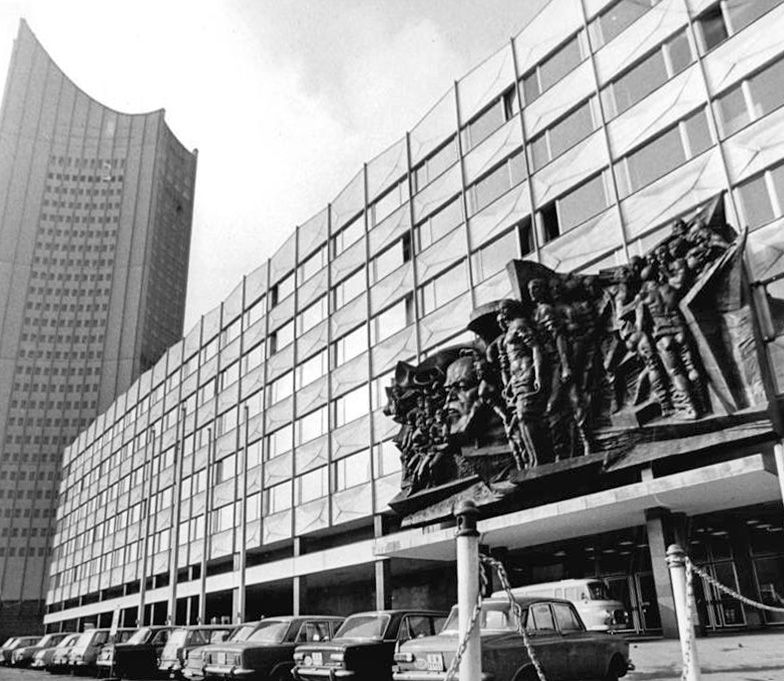
Nová budova univerzity s reliéfem zobrazujícím Karla Marxe, v pozadí výškový dům

Na konci války bylo nálety zničeno 60 % všech univerzitních budov a 70 % všech knih. Dne 5. února 1946 se univerzita znovu otevřela pod vedením rektora klasického archeologa Bernharda Schweitzera. Škola byla záhy pojata do centralizace všech společenských institucí v Sovětské okupační zóně a NDR. To se týkalo rovněž Saské akademie věd. V roce 1948 byla svobodně zvolená poválečná studentská rada rozpuštěna a její členové nahrazeni členy FDJ. Předseda rozpuštěné rady Wolfgang Natonek a další byli zatčeni a uvězněni. Univerzita byla také jádrem demokratického odporu. Belterova skupina zde vedla kampaň pomocí letáků. Herbert Belter byl v roce 1951 v Moskvě popraven. Poté se již na univerzitu zaměřilo Ministerstvo státní bezpečnosti (Stasi). Pro odpovídající vzdělávání studentů všech oborů, později i akademických pracovníků, existoval od roku 1951 „Ústav společenských věd“, přejmenovaný roku 1960 na Ústav pro marxismus-leninismus a v roce 1969 Sekce pro marxismus-leninismus. V roce 1951 byl nově založen dnešní Sorabistický institut (do roku 1968 Lužickosrbský institut) – první a jediný lužickosrbský akademický ústav. Sekce žurnalistiky založená roku 1954 jako Fakulta žurnalistiky (nazývaná také „Rudý klášter“) byla jediným univerzitním kurzem žurnalistiky v NDR. Sekce žurnalistiky a Sekce marxismu-leninismu byly zrušeny v roce 1990.
V roce 1953 byla univerzita novými vládci přejmenována na Univerzitu Karla Marxe v Lipsku. I v této době zde stále učili významní profesoři, např. filosof Ernst Bloch nebo literární vědec Hans Mayer, ale ocitli se v defenzívě, protože se dostali do konfliktu se systémem. Roku 1968 bylo částečně poškozené Augusteum včetně Johannea a Albertina přes protesty vyhozeno do vzduchu, aby se vytvořil prostor pro nové budovy. V letech 1968–1972 byl postaven univerzitní mrakodrap ve tvaru otevřené knihy, který se stal dominantní budovou univerzity. Další přestavby a úpravy univerzitního kampusu následovaly v letech 1973–1978. Hlavní budovou se stala socialistická stavba, nad jejímž vchodem byl umístěn bronzový reliéf s portrétem Karla Marxe. Obraz pro Univerzitu pracující třídy a inteligence namaloval v letech 1970–1973 Werner Tübke. Od roku 2015 se toto dílo stejně jako malba Reinharda Minkewitze připomínající odpor studentů nachází v budově přednáškového sálu. Z vědeckých výsledků univerzity v tomto období lze zmínit „Lipskou lingvistickou a translatologickou školu“ (Otto Kade, Albrecht Neubert, Gerd Wotjak) a Učebnici moderní arabštiny (Wolfgang Reuschel, Günther Krahl), která obsahuje nejdůkladnější německý popis moderního arabského psaného jazyka a jež byla v revidované formě vytištěna po roce 1990 v mnoha vydáních, mimo jiné v angličtině. Za zmínku stojí také práce historika Waltera Markova, jenž mimo jiné (spolu s francouzským historikem Albertem Soboulem) přispěl k historiografii francouzské revoluce. Totéž platí pro Manfreda Bensinga, Maxe Steinmetze a Siegfrieda Hoyera, pokud jde o výzkum německé selské války, již mimochodem znázornil Werner Tübke ve svém panoramatu. Na „Afrika-Institutu“ a na pozdější katedře „Základních otázek hnutí za národní osvobození“ studovaly stovky kádrů afrických osvobozovacích hnutí. Tam dostali patřičné školení k vytváření nezávislých národních států ve své domovině. Mnozí z nich byli zabiti neokolonialistickými silami. Po znovusjednocení Německa byla africká studia v Lipsku několikrát restrukturalizována a výrazně redukována. Od roku 1948 sloužil k vzdělávání učitelů marxismu-leninismu Institut Franze Mehringa. Pobočka tohoto institutu v Berlíně-Biesdorfu školila v tomto učení od roku 1970 funkcionáře západoněmecké Komunistické strany.

### Po roce 1990

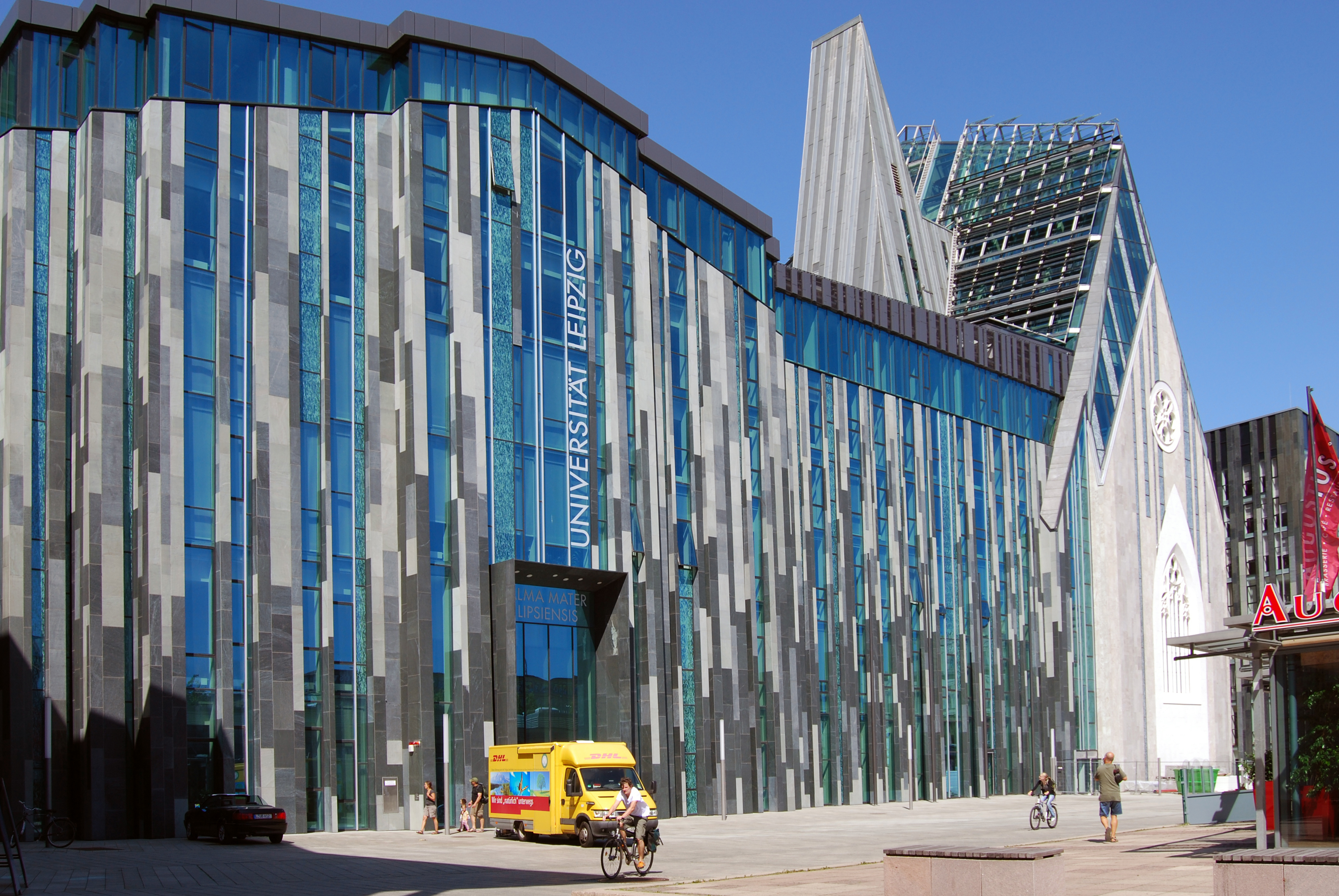
Nové Augusteum s univerzitním kostelem

Od roku 1990 byla univerzita, která byla v roce 1991 opět přejmenována na původní název Alma mater Lipsiensis, restrukturalizována. Propuštěno bylo 7000 z 12 000 zaměstnanců. Roku 1992 pak byla zrušena Pedagogická vysoká škola Clary Zetkin (PH Leipzig). Když byla výšková univerzitní budova prodána soukromému majiteli, mnoho fakult se přestěhovalo do nových budov. Vedle přednáškového sálu a seminářové budovy zůstaly v historickém centru univerzity, kampusu na náměstí Agustusplatz, fakulty ekonomie, matematiky a informatiky. V roce 2002 byla dokončena rekonstrukce univerzitní knihovny, která byla za války těžce poškozena a za NDR chátrala. Areál kampusu v centru Lipska byl přebudován u příležitosti 600. výročí univerzity v roce 2009. Projekt přestavby od münsterského architektonického studia Behet + Bondzio získal roku 2002 druhé místo v architektonické soutěži, jeho provedení na citlivém místě náměstí Augustusplatz však bylo vnímáno jako kontroverzní. Z tohoto důvodu také neudělila porota první cenu. Jedna zájmová skupina s částečnou podporou saské vlády vyzvala k rekonstrukci Augustea a kostela sv. Pavla navzdory odporu vedení univerzity, většiny studentů i lipské populace, jejíž názor ale v průzkumech kolísal. Tyto spory vedly na začátku roku 2003 ke skandálu: rektor Volker Bigl a prorektoři na protest proti vládě rezignovali, což vyvolalo značné napětí i kvůli budoucímu financování univerzity na základě smlouvy se saským státem. Jako kompromisní řešení se ukázalo uspořádání druhé soutěže, která se týkala pouze frontální části univerzitní budovy. Dne 24. března 2004 porota rozhodla ve prospěch návrhu nizozemského architekta Ericka van Egeraata, který byl přijat oběma stranami sporu. Ve své vnější podobě, avšak velmi stylizovaně, připomíná původní kubaturu komplexu budov kolem kostela sv. Pavla. Stavební práce v hodnotě 140 milionů € začaly v létě 2005 výstavbou centrální menzy. V roce 2008 se univerzita prosadila v iniciativě tzv. excelentních univerzit a získala finanční podporu jako „Postgraduální škola BuildMoNa“ (Leipzig School of Natural Sciences – Building with Molecules and Nano-objects), což je univerzitní středisko zaměřené na postgraduální vzdělávání prostřednictvím synergetického výzkumu v oblasti fyziky, chemie a biověd. Dalším úspěchem Lipské univerzity je projekt, jenž se pokouší lépe prozkoumat běžné nemoci saského obyvatelstva. V roce 2008 se přidruženým institutem univerzity stal Bach-Archiv.

## Pracoviště

### Kampus Augustusplatz

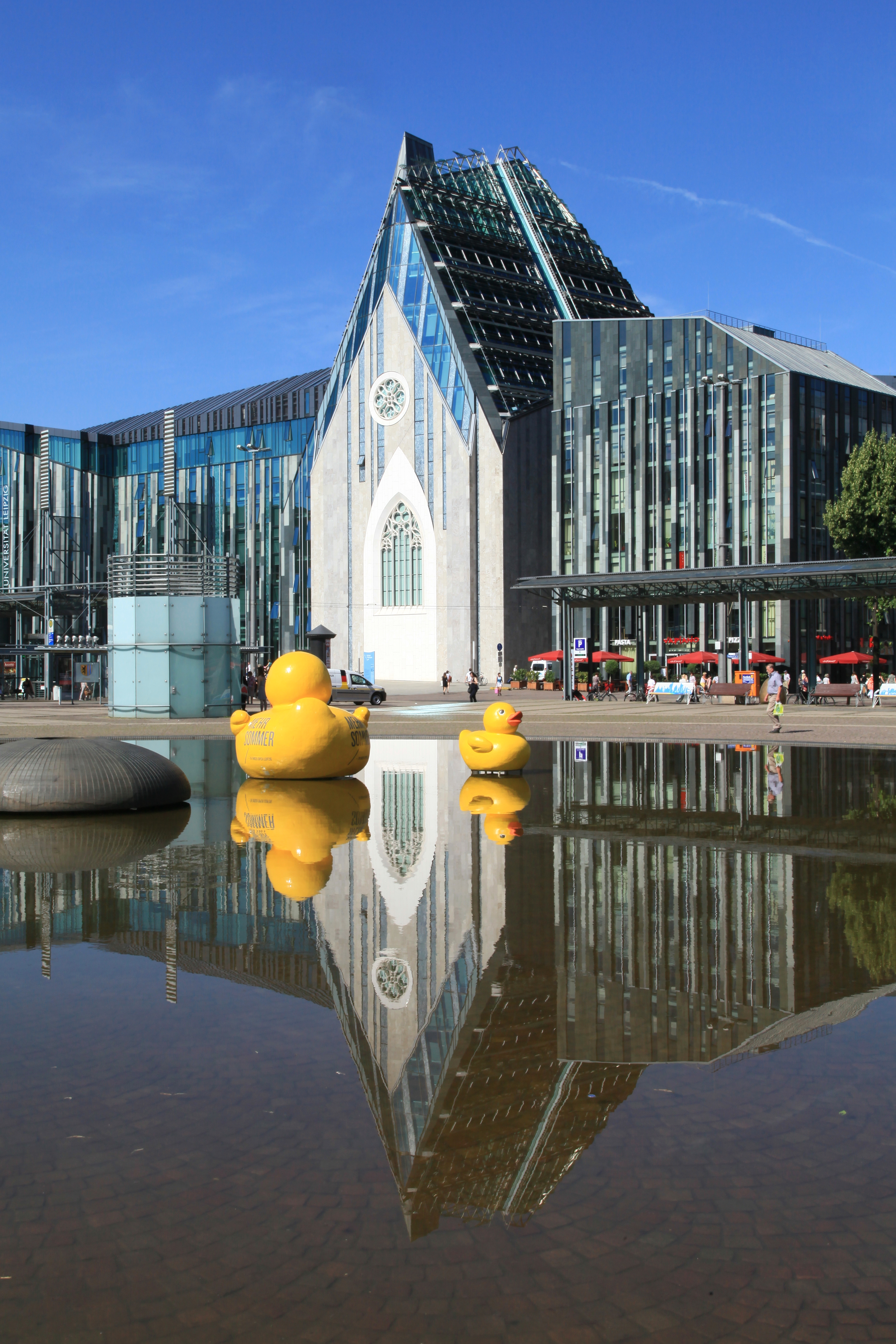
Náměstí Augustusplatz s budovami Nového Augustea a Paulina

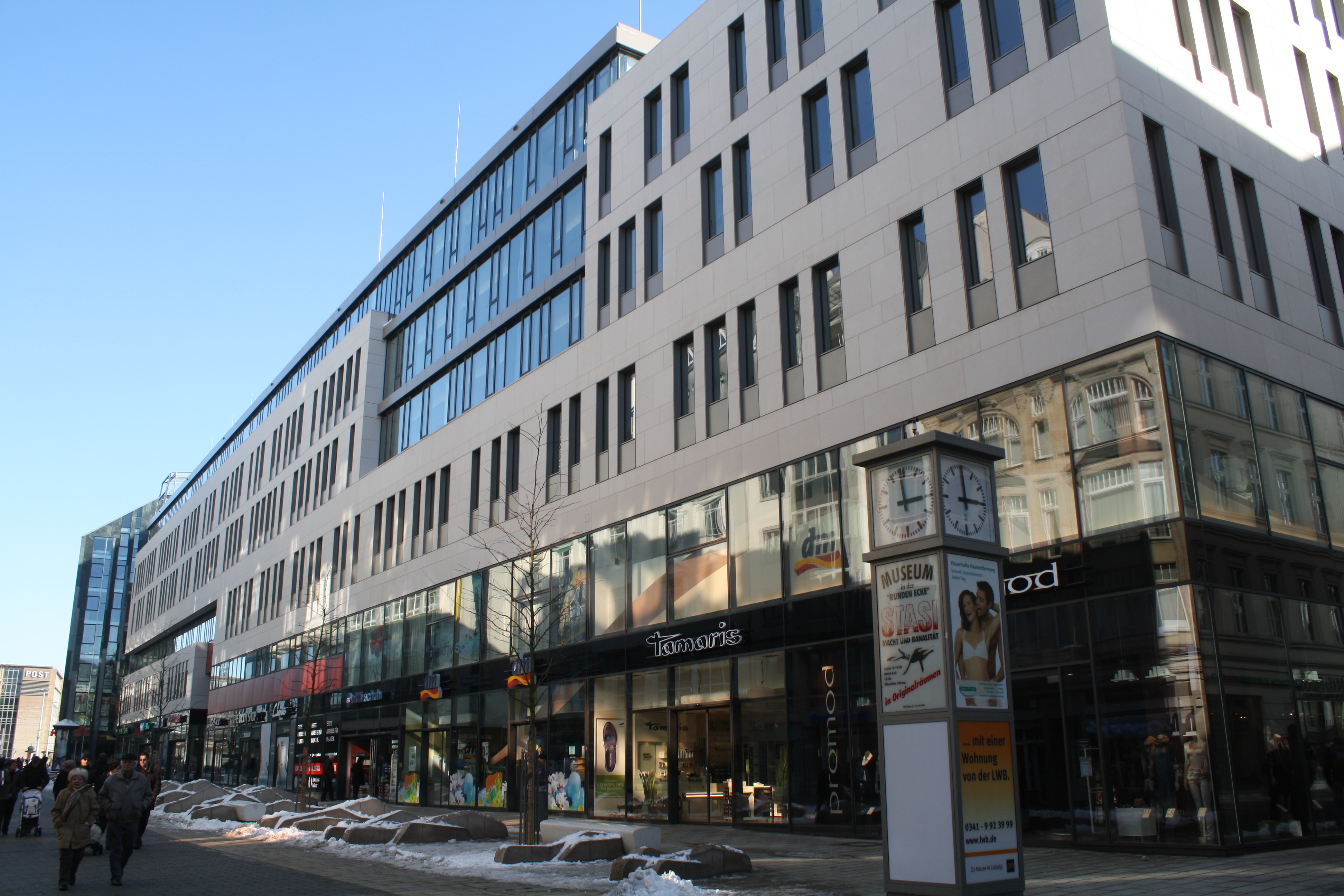
Ústavní budova

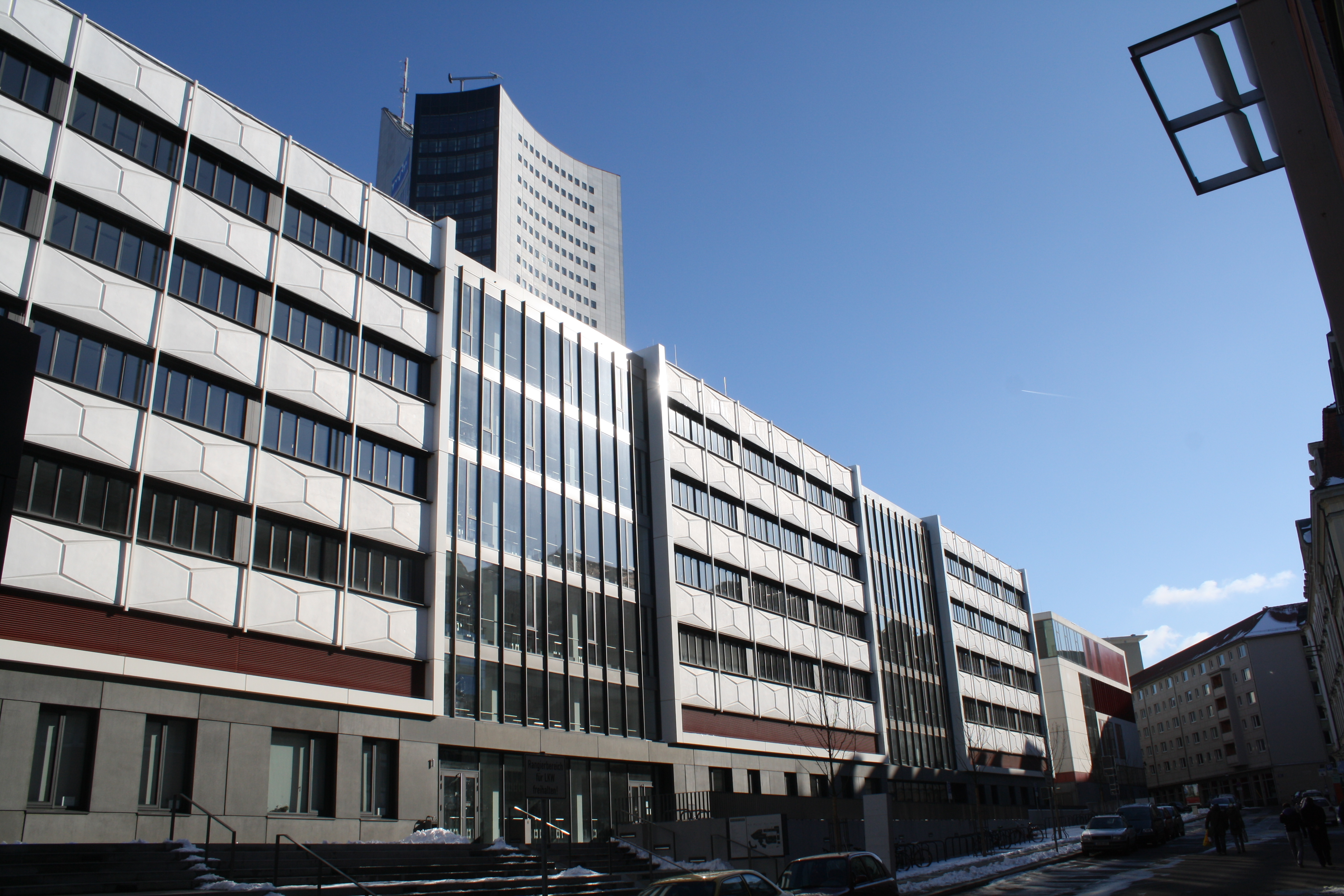
Renovovaná Seminární budova

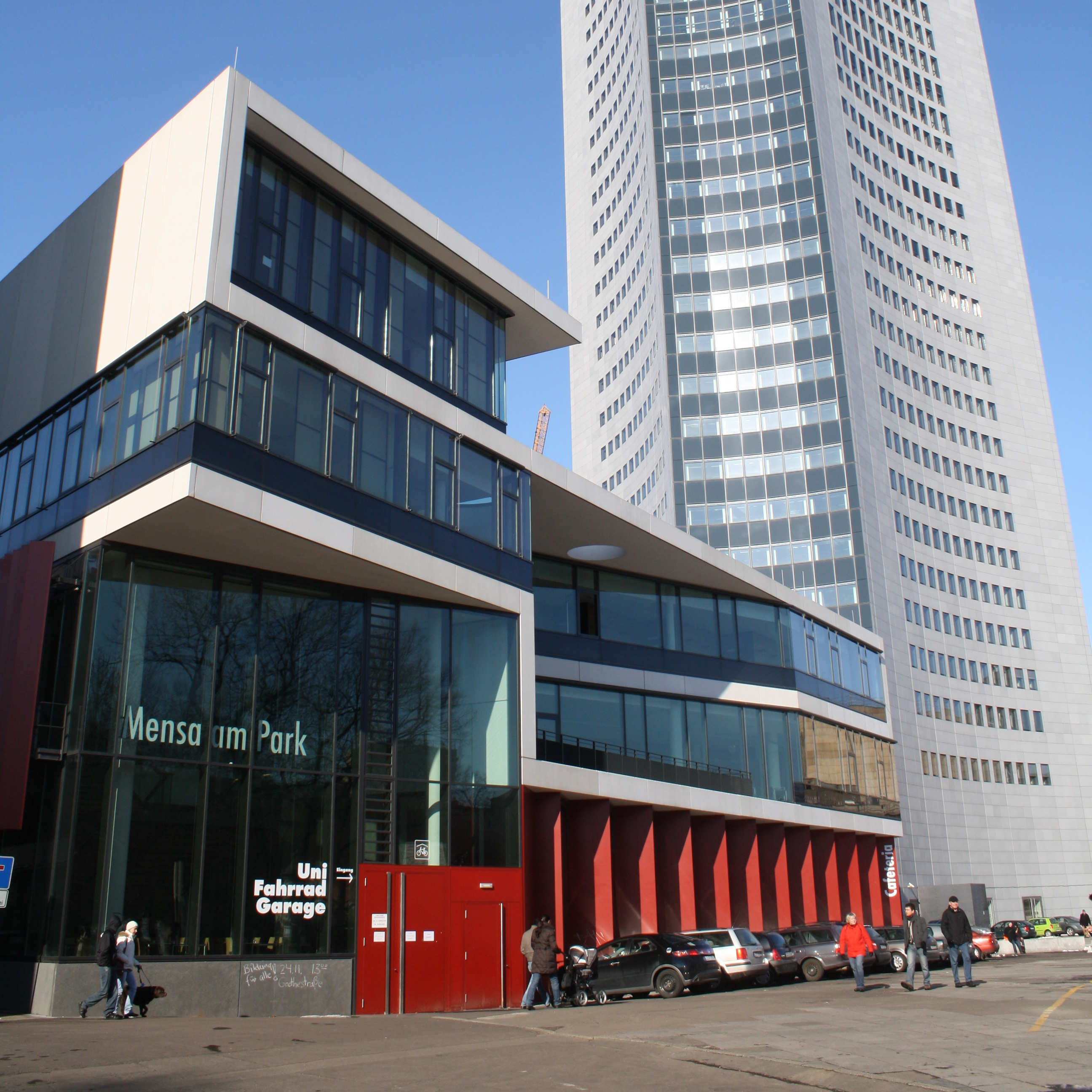
Centrální menza

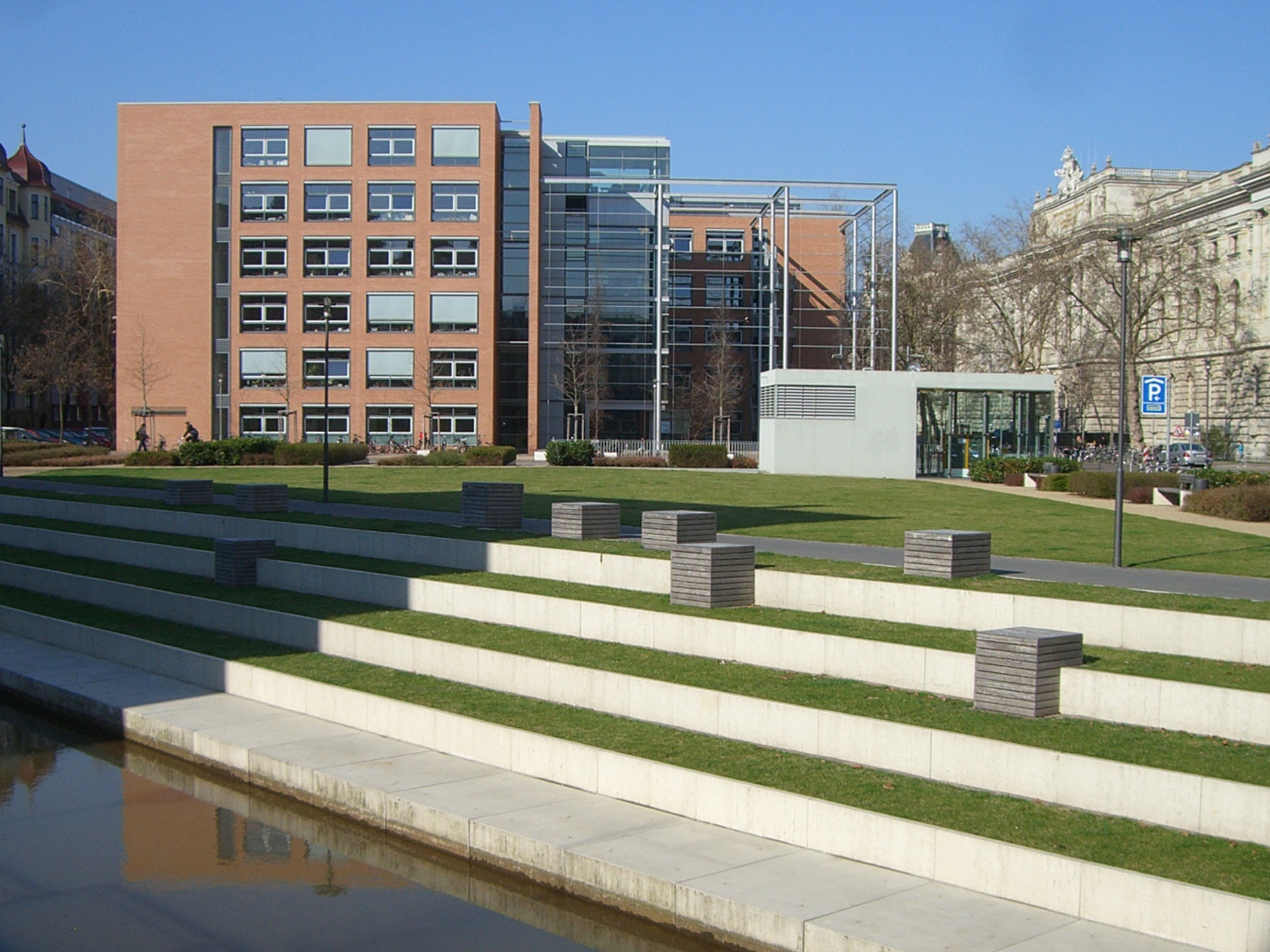
Centrum humanitních věd (GWZ)

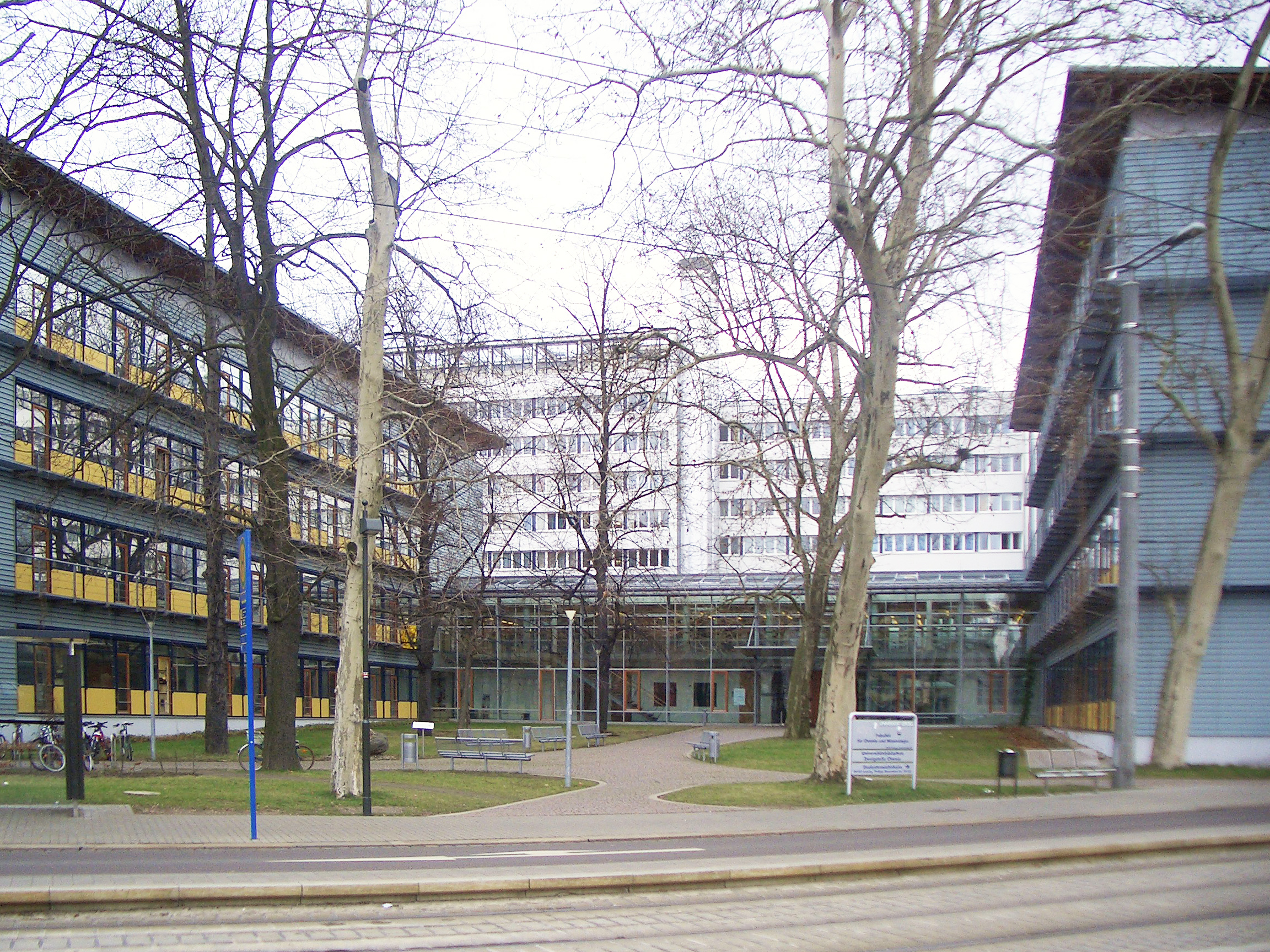
Fakulta chemie a mineralogie

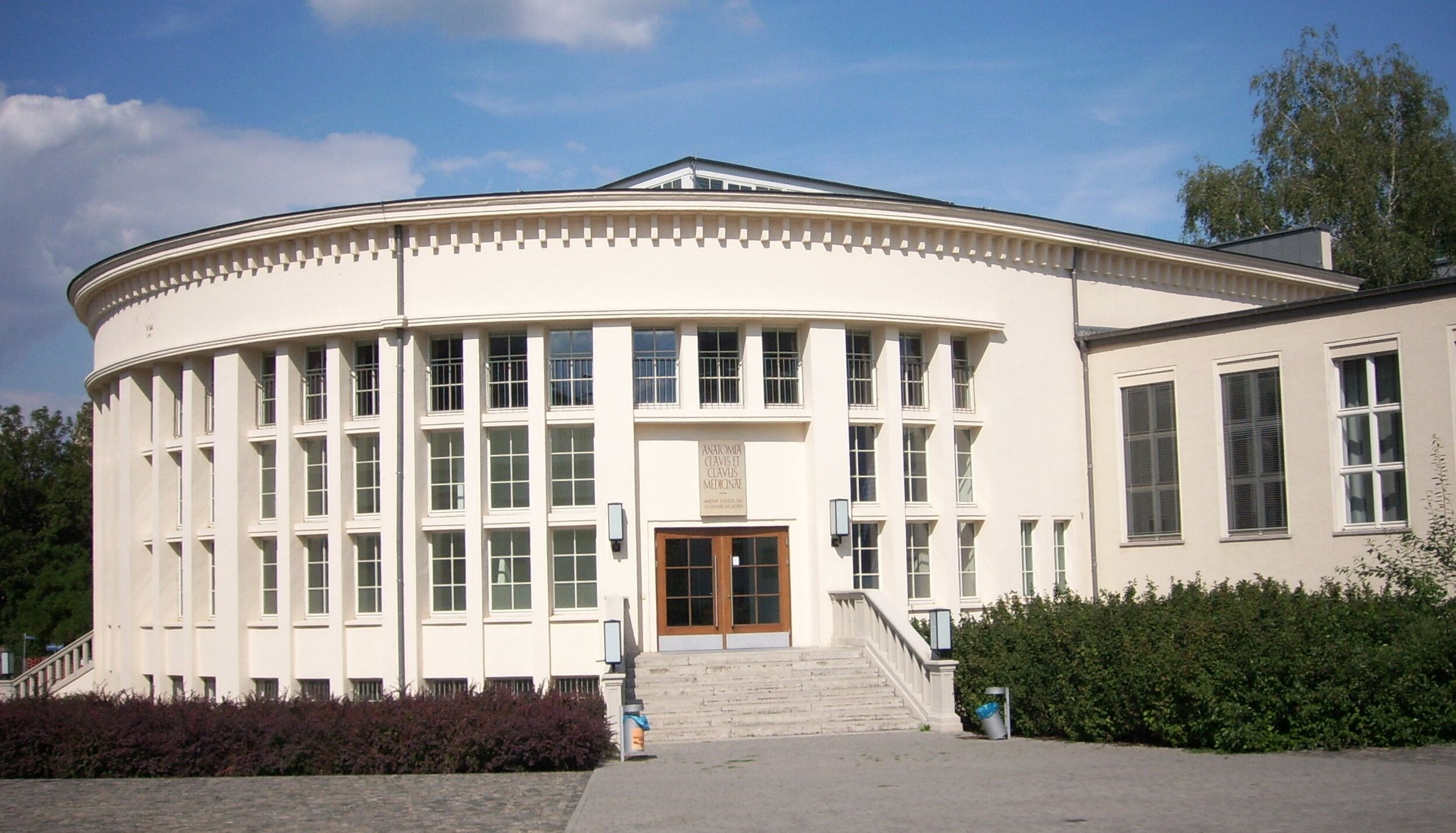
Sál pro přednášky z anatomie postavený v roce 1953

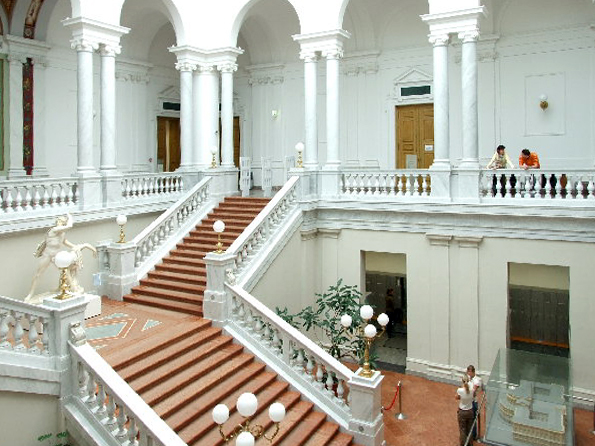
Bibliotheca Albertina

Paulinum s aulou a univerzitním kostelem sv. Pavla bylo otevřeno v prosinci 2017 a jeho markantní silueta dotváří ráz náměstí Augustusplatz v centru Lipska. Toto znovuvzkříšené duchovní centrum univerzity je místem pro akademické události, univerzitní bohoslužby, koncerty a partnerské akce. Architektonicky upomíná na roku 1968 odstřelený univerzitní kostel a obsahuje četné umělecké poklady, jež byly zachráněny před zničením. Přednáškové a seminární místnosti se nacházejí v horním patře. Nové Augusteum sousedí s Paulinem na jihu. Dokončeno bylo v létě 2012 a nyní je hlavní budovou univerzity. Uvnitř je auditorium maximum, galerie a univerzitní kanceláře a učebny. Audimax má pět kabin, z nichž každá má k dispozici tři simultánní tlumočníky. V suterénu je také školící zařízení pro výcvik simultánních tlumočníků. Nové Augusteum je rovněž sídlem Fakulty matematiky a informatiky.
Ústavní budova je domovem Fakulty ekonomie a vznikla jako novostavba v Grimmaische Straße. Stavba byla dokončena v dubnu 2009 a používá se od letního semestru téhož roku. Přízemí budovy je využíváno komerčně a jsou zde umístěny obchody.
Seminární budova v Universitätsstraße byla postavena v 70. letech 20. století a k dubnu 2009 prošla v rámci přetvoření kampusu rozsáhlou přestavbou a rekonstrukcí. Schodiště a podoba fasády zůstaly zachovány. V budově je 86 seminárních místností s celkovým počtem 2600 míst.
Také Budova přednáškových sálů byla vystavěna v 70. letech a znovuotevřena po rozsáhlé sanaci v červnu 2009. Zahrnuje 21 přednáškových sálů s celkovým počtem 2600 míst. V budově sídlí také knihovna kampusu s 500 čtecími místy, která je každý den v týdnu nepřetržitě otevřená. Obsahuje literaturu o ekonomii, matematice, informatice a komunikačních i mediálních vědách. Doplňuje tak nabídku Univerzitní knihovny Albertina v Beethovenstraße.
Nová menza v Universitätsstraße naproti Schillerovu parku byla otevřena 29. července 2009. Provozuje ji Lipská studentská unie. Tři podlaží disponují 890 místy. V nabídce jsou obědy i večeře. Kromě toho se v horní části budovy nacházejí redakční místnosti lokálního univerzitního rádia mephisto 97.6, které jsou přístupné i prostřednictvím budovy s přednáškovými sály.

### Centrum humanitních věd
Centrum humanitních věd (GWZ) v Beethovenstraße 15 je od ústředního kampusu vzdáleno přibližně 1,5 km. Nacházejí se tu ústavy Filologické fakulty, Katedra historie a Ústav afrických studií Fakulty dějin, umění a orientalistiky, jakož i ústavy kulturologie, filosofie, politologie a sociologie příslušející k Fakultě sociálních věd a filozofie. Až do roku 1944 (popř. 1968) stál na tomto místě 2. Gewandhaus otevřený roku 1884. Na cestě z náměstí Augusstusplatz k GWZ je kavárna Peterssteinweg s historickou jídelnou.

### Kampus Jahnallee
Fakulta sportovních věd a Centrum pedagogiky při Pedagogické fakultě Lipské univerzity se nacházejí v Kampusu Jahnallee. Nezisková organizace Studentenwerk Leipzig zde provozuje také „Menzu a kavárnu am Elsterbecken“. Komplex budov Fakulty sportovních věd je významnou architektonickou památkou z padesátých let, v níž jsou přednáškové sály, seminární místnosti a kanceláře, jakož i řada sportovních hal a bazénů. Centrum pedagogiky sídlí v nové budově z roku 2018. Zahrnuje přednáškový sál s 350 místy, knihovnu pro pedagogiku a sportovní vědu, Institut pro speciální pedagogiku a výzkumnou a výukovou denní školku. Studentská rada Lipské univerzity v areálu Jahnallee pořádá každoroční festival Campusfest Leipzig. V roce 2008 zde byl na volném prostranství znovu instalován bronzový reliéf s portrétem Karla Marxe doplněný výkladovou tabulí.

### Přírodovědné fakulty
V bezprostřední blízkosti lipského Mírového parku a Univerzitní kliniky je několik přírodovědných fakult. Kromě Fakulty chemie a mineralogie, která sídlí v novém komplexu z roku 1999, je zde v prostoru mezi ulicemi Johannisallee a Linnéstraße Fakulta fyziky a geovědy. Poblíž se nacházejí koleje a menza provozované organizací Studentenwerk Leipzig.

## Struktura
Nejvyšším orgánem univerzity je rektorát, jemuž předsedá rektor. K rektorátu náleží úřad kancléře a tři prorektoři, kteří jsou zodpovědní za výuku, studium, přípravu akademického dorostu a za strukturální rozvoj. Od zvolení nové rektorky, lékařky Beate Schücking, v roce 2011 byly úkoly prorektorů přerozděleny. Nyní existuje prorektor pro vzdělávání a mezinárodní záležitosti, prorektor pro výzkum a podporu mladých talentů a prorektor pro transfer a rozvoj.

### Fakulty
Lipská univerzita je rozdělena do následujících fakult:
1. Teologická fakulta (evangelická teologie)
2. Právnická fakulta
3. Fakulta dějin, umění a orientalistiky
4. Filologická fakulta
5. Pedagogická fakulta
6. Fakulta sociologie a filozofie
7. Fakulta ekonomie
8. Fakulta sportovní vědy
9. Lékařská fakulta
10. Fakulta matematiky a informatiky
11. Fakulta biověd
12. Fakulta fyziky a geověd
13. Fakulta chemie a mineralogie
14. Veterinární fakulta

### Centrální instituce
- Biotechnologicko-biomedicínské centrum
- Career Center
- Německý institut literatury v Lipsku
- Univerzitní didaktické centrum v Sasku (HDS)
- Umělecké sbírky Lipské univerzity
- Research Academy Leipzig
- Jazykové centrum
- Studijní kolej v Sasku
- Saský inkubátor pro klinický překlad
- Univerzitní archiv
- Univerzitní knihovna v Lipsku
- Lipská univerzitní hudba
- Centrum balkánských studií
- Centrum univerzitního sportu
- Centrum pro pokročilá studia
- Centrum pro mezinárodní ekonomické vztahy
- Centrum pro média a komunikaci

### Další zařízení
- Studentenwerk Leipzig – Tato organizace pečuje o sociální, ekonomické a kulturní zázemí studentů Lipské univerzity a dalších lipských vysokých škol. Její hlavní náplní je péče o provoz studentských kolejí, menz a kaváren.
- Úřad pro rovné příležitosti – Úřad podporovaný univerzitními odborníky se zabývá oblastmi rovných příležitostí, vstřícností k rodinám, genderem a diverzitou.
- Univerzitní klinika – Univerzitní klinika má své kořeny na Lékařské fakultě založené v roce 1415 a zahrnuje 28 klinik a poliklinik s asi 1300 lůžky a 4300 zaměstnanci. Je největší klinikou v Lipsku.
- Rádio – Lokální univerzitní rádio mephisto 97.6 je dostupné na VKV a na lokální kabelové síti. Jeho redakce sídlí v Kampusu Augustusplatz.
- Studentské spolky – V Lipsku existuje 15 studentských spolků.

## Mezinárodní spolupráce a členství vorganizacích
Univerzita je zapojena do tří mezinárodních výzkumných škol Maxe Plancka (International Max Planck Research Schools; IMPRS): Neuroscience of Communication: Function, Structure, and Plasticity (spolu s Institutem Maxe Plancka pro kognitivní vědy a neurovědy, Institutem Maxe Plancka pro evoluční antropologii a Institutem kognitivní neurovědy na University College London), dále do Leipzig School of Human Origins (společně s Institutem Maxe Plancka pro evoluční antropologii) a konečně do projektu Mathematics in the Sciences (spolu s Institutem Maxe Plancka pro matematiku v přírodních vědách.
Do univerzity je začleněno 7 přidružených ústavů. Institut pro agrární vědy Albrechta Daniela Thaera (ATI), Bach-Archiv, Leibnizův institut pro dějiny a kulturu východní Evropy (GWZO), Institut aplikované informatiky (InfAI), Institut pro neklasickou chemii (INC), Institut pojistných věd (IfVW) a Leibnizův institut židovských dějin a kultury – Simon-Dubnow e.V. V červnu 2006 se vedení univerzity a zástupci čínského velvyslanectví dohodli na zřízení Konfuciova institutu ve spolupráci s Čínskou lidovou univerzitou a „Národním ústavem pro čínštinu jako cizí jazyk“. Od roku 2012 je univerzita členem německé vysokoškolské sítě German U15, jíž tvoří 15 předních lékařských a výzkumných univerzit.